# 東京都立産業貿易センター
東京都立産業貿易センター（とうきょうとりつさんぎょうぼうえきセンター）は、東京都が主に産業振興を目的として開設している施設。浜松町館（東京都港区）と台東館（東京都台東区）の2館があり、それぞれ展示場・会議室の貸し出しを行っている。
公式のものではないが、「都立貿易センター」「都産貿」などと略して呼ばれる場合がある。
運営団体は、公益財団法人東京都中小企業振興公社。

## 台東館

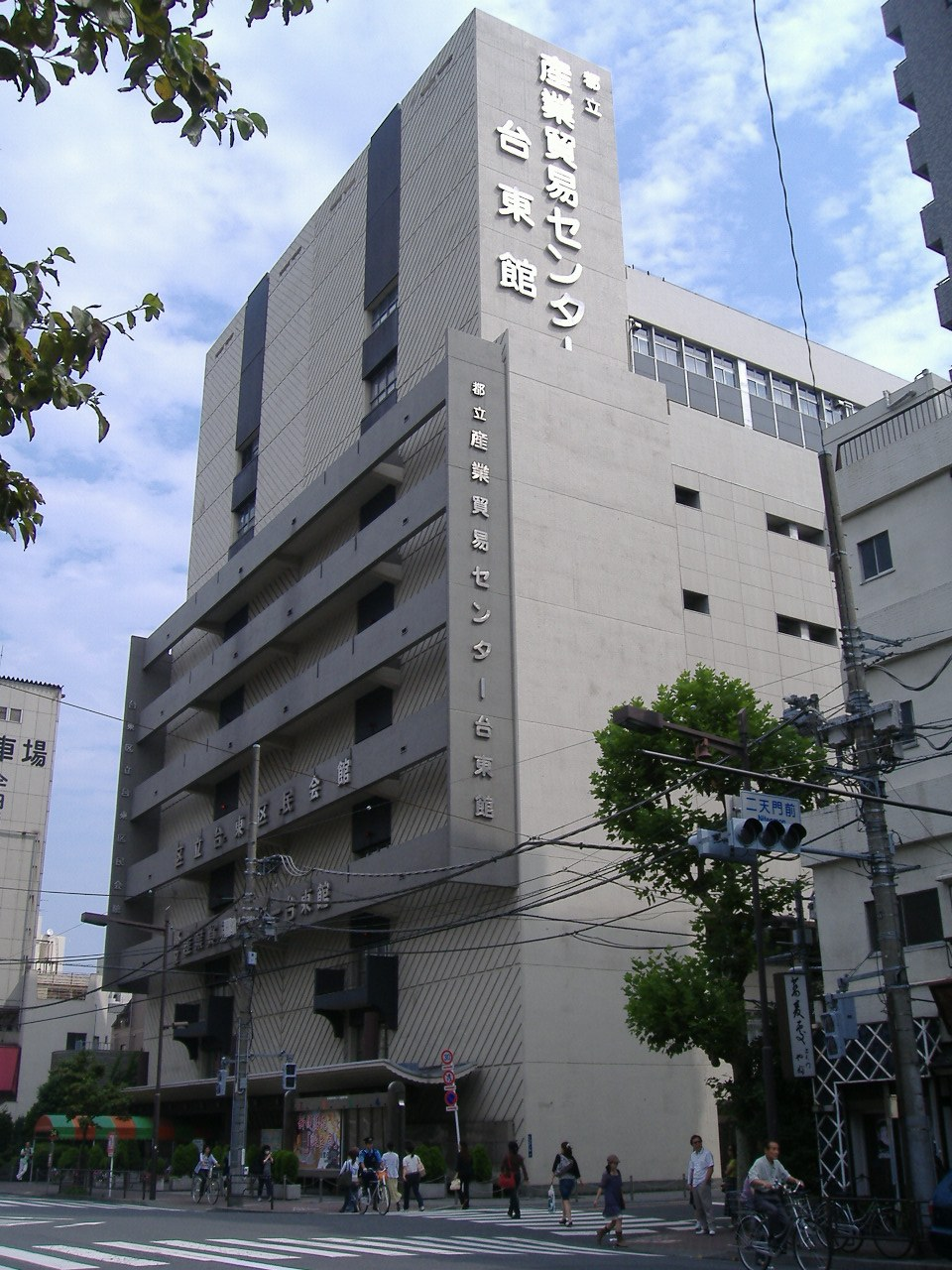
都立産業貿易センター台東館（台東区民会館・）

地上9階・地下1階から成る。地下1階から地上7階までが台東館にあたる。8階と9階は、台東区民会館という別の施設になる。かつて台東館は、台東産業会館という、都産貿とは別の組織だった。
台東館としては、4階から7階に主な展示室がある。
2014年4月1日より大規模修繕のため休館し、2015年4月13日に営業再開した。
2025年2月1日から2026年1月12日まで、現在の台東区などを舞台とするNHK大河ドラマ『べらぼう〜蔦重栄華乃夢噺〜』の放送に合わせて9階に「べらぼう  江戸たいとう　大河ドラマ館」が開館する。

### 施設
- 4階展示室 1,495m2
- 5階・6階展示室 1,479m2
- 7階展示室 1,383m2

他、会議室2室

### 交通
- 鉄道
  - 東武スカイツリーライン・東京メトロ銀座線 浅草駅から徒歩5分
  - 都営浅草線 浅草駅から徒歩8分
  - 注：首都圏新都市鉄道つくばエクスプレス線 浅草駅からだと約9分かかる。
- 路線バス
  - 都営バス都08系統・草64系統「二天門」下車
  - 台東区循環バス「めぐりん」（北めぐりん）「二天門」下車

## 浜松町館

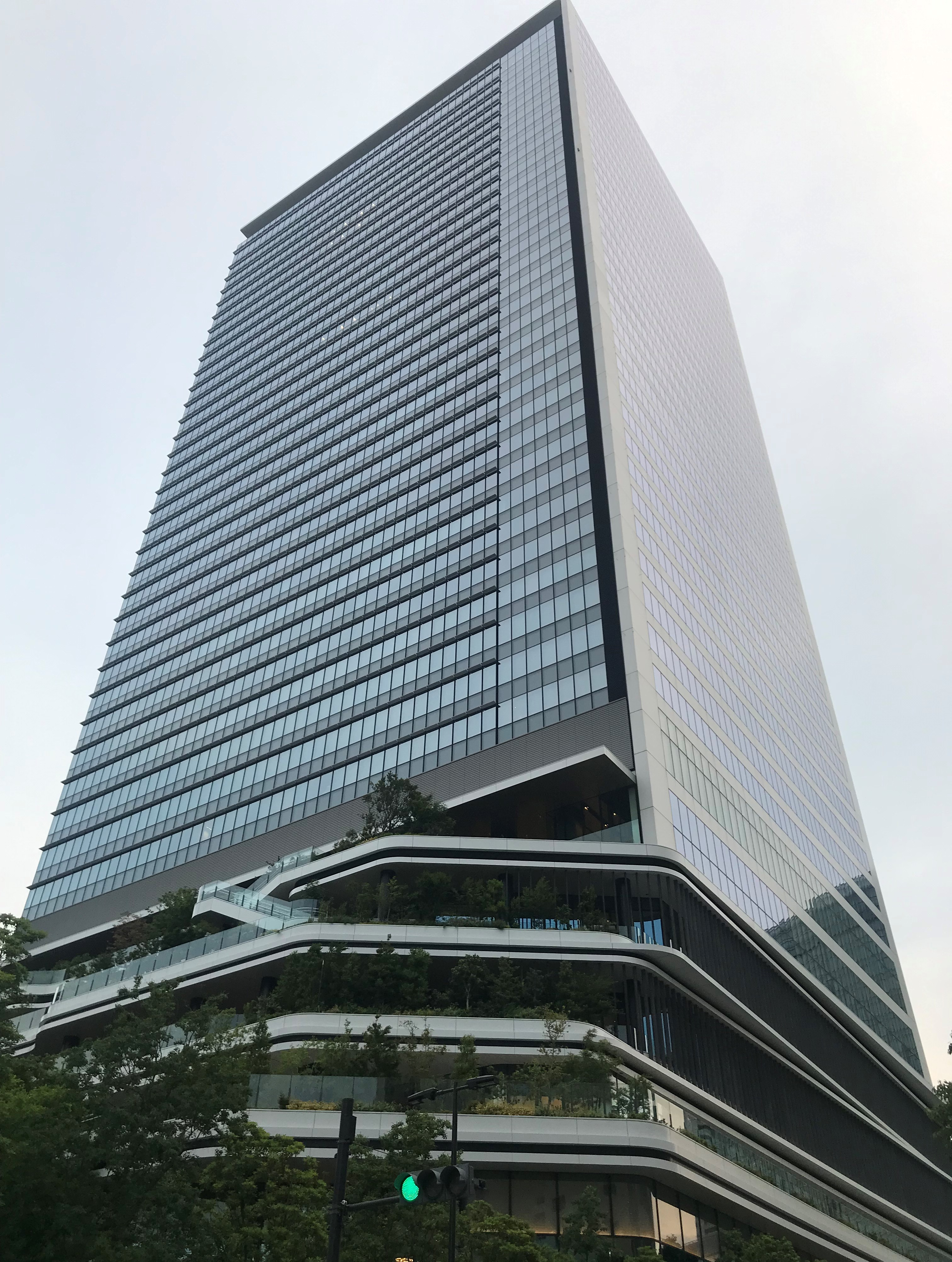
都立産業貿易センター浜松町館のある東京ポートシティ竹芝オフィスタワー

2020年に竣工。東京ポートシティ竹芝オフィスタワーの地上2階から5階の部分に開設。

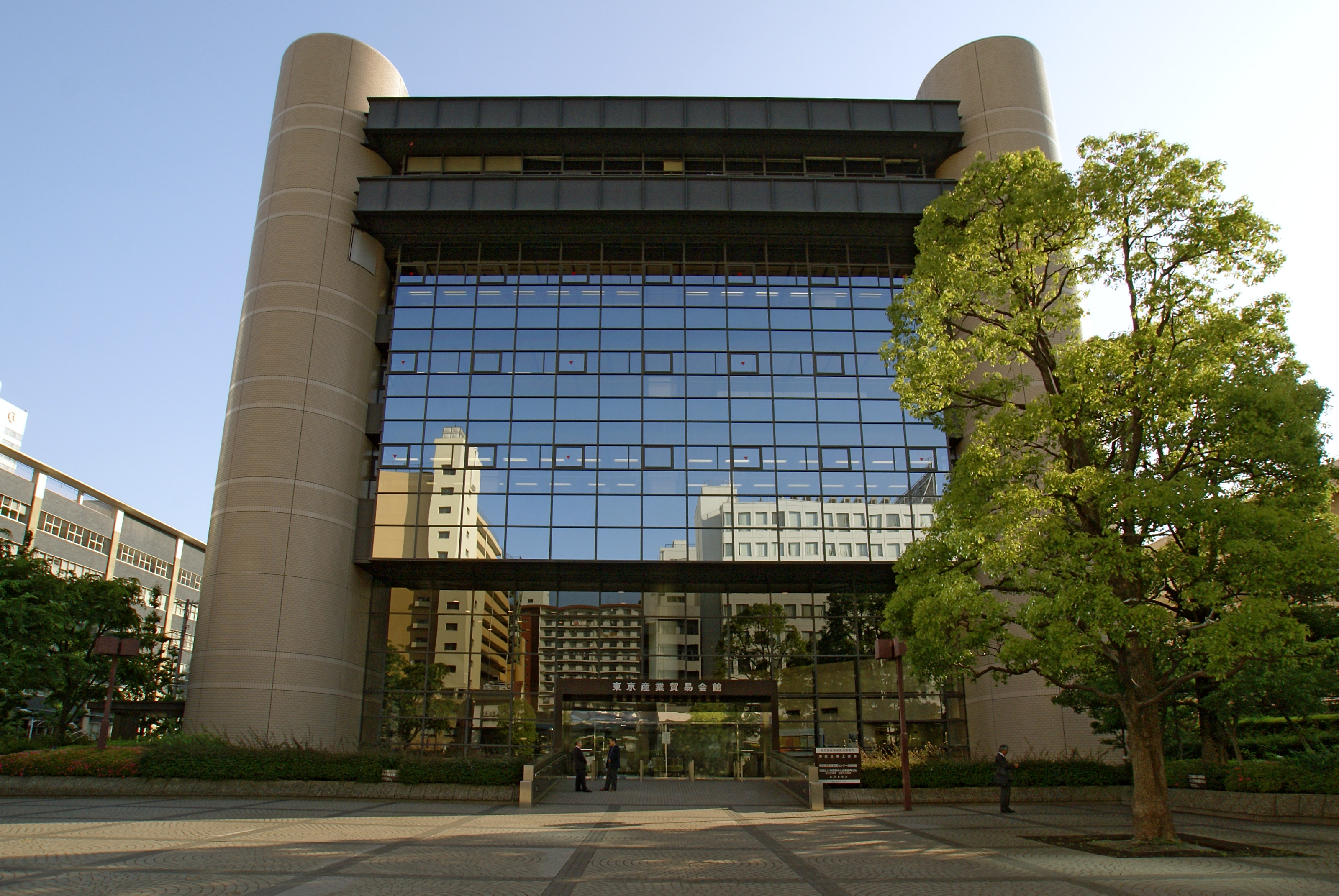
旧都立産業貿易センター浜松町館

かつては1983年に竣工した地上6階・地下1階から成る独立した建物となっていた。当時は6階は都区庁舎関連施設となっており、2階から5階に主な展示室があった。しかし後年、東京都が実施する都有地活用事業「都市再生ステップアップ・プロジェクト（竹芝地区）」の対象となり2015年9月30日限りで一時閉館、2016年度中に取り壊された後、隣接する旧東京都公文書館（2013年3月に解体完了）、東京都計量検定所（2014年度に解体完了）跡地と一体で再開発が行われ、2020年9月14日に再開発事業で新たに建てられた東京ポートシティ竹芝オフィスタワー内で営業を再開した。

### 施設
- 2～5階展示室 1530m2（半面利用可）

他、会議室3室
2015年9月30日以前の旧浜松町館は以下の通り
- 2階展示室 688m2
- 3〜5階展示室 1,679m2（半面利用可）

他、会議室7室

### 交通
- JR: 京浜東北線・山手線浜松町駅から徒歩5分
- 東京モノレール: 東京モノレール羽田線モノレール浜松町駅から徒歩5分
- ゆりかもめ: 東京臨海新交通臨海線竹芝駅から徒歩2分
- 東京都交通局: 都営地下鉄浅草線・大江戸線 大門駅から徒歩7分

## 同人誌即売会場として
浜松町館は1982年頃から、台東館は1979年以後週末を中心に同人誌即売会場として施設の貸し出しを行っている。2007年に成人向同人誌を扱うイベントに対して貸し出しを拒否する事例が出ており、同年10月22日付の読売新聞・産経新聞でも報道された。